# La Ferté-Hauterive
La Ferté-Hauterive è un comune francese di 296 abitanti situato nel dipartimento dell'Allier della regione dell'Alvernia-Rodano-Alpi.

## Società

### Evoluzione demografica
Abitanti censiti